# Resolutie 180 Veiligheidsraad Verenigde Naties
Resolutie 180 van de Veiligheidsraad van de Verenigde Naties werd door de VN-Veiligheidsraad aangenomen op 31 juli 1963. De resolutie werd
aangenomen met acht stemmen voor en drie onthoudingen van Frankrijk, het Verenigd Koninkrijk en de Verenigde Staten. De resolutie vroeg dat Portugal zijn leger terugtrok uit zijn verschillende kolonies in Afrika, en onderhandelingen begon met het oog op hun onafhankelijkheid.

## Achtergrond
Toen na de Tweede Wereldoorlog de dekolonisatie van Afrika op gang kwam, ontstonden ook in de Portugese koloniën op het continent onafhankelijkheidsbewegingen. In tegenstelling tot andere Europese landen voerde het dictatoriale regime dat Portugal destijds kende dertien jaar lang oorlog in Angola, Guinee-Bissau, Kaapverdië en Mozambique. Behalve in Guinee-Bissau kon het Portugese leger overal de bovenhand halen, maar de oorlog kostte handenvol geld en het land raakte internationaal geïsoleerd. Pas toen de Anjerrevolutie in 1974 een einde maakte aan de dictatuur, werden ook de koloniën als laatsten in Afrika onafhankelijk.

## Inhoud
De Veiligheidsraad:
- Heeft de situatie van de territoria onder Portugese administratie zoals ingediend door de 32 Afrikaanse lidstaten bestudeerd.
- Herinnert aan resolutie 163 en de resoluties 1807 en 1819 van de Algemene Vergadering.
- Herinnert aan resolutie 1542 en 1514 van de Algemene Vergadering, die deze territoria tot niet-autonome territoria verklaarde en dat de macht aan de bevolking ervan moet worden overgedragen.

1. Bevestigt resolutie 1514 van de Algemene Vergadering.
2. Bevestigt dat de politiek van Portugal inzake zijn overzeese territoria in strijd met het Handvest van de Verenigde Naties en voorgaande resoluties is.
3. Betreurt de houding van Portugal, de herhaalde schending van het Handvest en de weigering om resoluties uit te voeren.
4. Bepaalt dat de situatie in de Portugese territoria de vrede en veiligheid in Afrika bedreigt.
5. Roept Portugal dringend op om het volgende uit te voeren:
a. Erkennen van het recht op onafhankelijkheid.
b. Een einde maken aan de repressie en terugtrekking van het leger.
c. Afkondiging van politieke amnestie het toestaan van vrije politieke partijwerking.
d. Onderhandelingen met deze partijen met het oog op onafhankelijkheid.
e. Onmiddellijk hierna deze onafhankelijkheid verlenen.
6. Vraagt alle landen geen steun te verlenen aan de Portugese repressie en geen wapens aan het land te verkopen.
7. Vraagt de secretaris-generaal toe te zien en te helpen met de uitvoering van deze resolutie en tegen 31 oktober terug te rapporteren.

## Verwante resoluties
- Resolutie 163 Veiligheidsraad Verenigde Naties
- Resolutie 178 Veiligheidsraad Verenigde Naties
- Resolutie 183 Veiligheidsraad Verenigde Naties
- Resolutie 204 Veiligheidsraad Verenigde Naties

Lijst ·  178 ·  179 ·  180 ·  181 ·  182 ·  183 ·  184 ·  185